# Lepanthes
Lepanthes (em português: Lepantes)  é um género botânico pertencente à família das orquídeas (Orchidaceæ). Foi proposto por Swartz em Nova Acta Regiae Societatis Scientiarum Upsaliensis 6: 85, f. 6, em 1799, quando descreveu sua espécie tipo, a Lepanthes concinna, hoje considerada sinônimo da Lepanthes ovalis (Sw.) Fawc. & Rendle.
Em 2005 Luer desmembrou 35 de suas espécies criando o novo gênero Brachycladium.

## Etimologia
O nome deste gênero deriva da latinização de duas palavras gregas: λεπίς, λεπίδος (lepís, lepídos), que significa “escama”; e άνθος, άνθεος (anthos, antheos), que significa "flor”; em referência às flores desse gênero dispostas em camadas ou talvez à textura de seu labelo.

## Distribuição
O gênero Lepanthes é um dos maiores gêneros de orquídeas em quantidade de espécies, as quais são separadas por um complexo sistema de divisão subgenérica de modo a acomodar as muitas variações morfológicas existententes. São quase mil pequenas espécies, em regra epífitas, ocasionalmente rupícolas, em sua grande maioria de crescimento cespitoso, que habitam climas bastante variados, mas com preponderância de florestas sombrias e úmidas, do México ao norte do Brasil, porém quase todas no noroeste da América Latina e Andes, principalmente no Equador, por enquanto somente seis espécies foram encontradas em território Brasileiro.

## Descrição
Apresentam rizoma muito curto e delicados caules alongados unifoliados, recobertos por longas bainhas de extremidade lepantiforme, ou seja no final alargadas em forma de corneta ou funil oblíquo, de margens ciliadas ou microscopicamente pubescentes, raro glabras.  Sua folhas são pequenas e delicadas, de elípticas até bastante estreitadas, atenuadas para a base. A curta inflorescência é apical, racemosa, e multiflora ou solitária, com flores sempre abrindo em seqüência, pequenas, delicadas, membranáceas e multicoloridas.
As flores têm pétalas e labelo mais largos que longos. O labelo é bastante variável e complicado apresentando estruturas diversas, freqüentemente com lobo mediano substituído por um apêndice minúsculo de formato intrincado. A coluna é apoda com antera apical ou dorsal e duas polínias.

## Filogenia
Em 2001, M.W.Chase et al., publicaram no American Journal of Botany um estudo preliminar sobre a filogenia de Pleurothallidinae. Segundo os resultados encontrados, Lepanthes, pertence ao quarto grande clado de gêneros da subtribo. Entre o terceiro grande clado, representado dentre outros por Acianthera , e o quinto clado, do qual os mais conhecidos representantes são Stelis e Pleurothallis.
A partir desse estudo aprendemos que as relações internas deste grupo, apesar de ainda não completamente esclarecidas pois há algumas espécies divergentes que aqui desconsideramos, vem na seguinte ordem: Em primeiro lugar Zootrophion, seguido por Lepanthopsis e Lepanthes, os dois formando um subgrupo, depois o gênero Frondaria, isolada, então Anathallis e o então Panmorphia, formando outro subgrupo, e finalmente Trichosalpinx.
Segundo os autores, a despeito de grande diversidade morfológica, algumas características fisiológicas na formação das folhas são compartilhadas pela maiorida desses gêneros.

## Espécies
São 968 espécies, dentre elas:
| - Lepanthes aculeata - Lepanthes acuminata - Lepanthes arachnion - Lepanthes auriculata - Lepanthes calodictyon - Lepanthes convexa - Lepanthes cymbium - Lepanthes eciliata | - Lepanthes excedens - Lepanthes gargantua - Lepanthes guatemalensis - Lepanthes helicocephala - Lepanthes johnsonii - Lepanthes lucifer - Lepanthes menatoi - Lepanthes nummularia | - Lepanthes ophelma - Lepanthes papillipetala - Lepanthes pilosella - Lepanthes pteropogon - Lepanthes scopula - Lepanthes simplex - Lepanthes stenophylla - Lepanthes stenosepala |